# 산업 마케팅
산업 마케팅(industrial marketing) 또는 기업 대 기업 마케팅(business-to-business marketing), B2B 마케팅은 한 기업이 다른 기업에 상품과 서비스를 마케팅하는 것이다. 산업재는 산업이 하나 이상의 원자재에서 최종 제품을 생산하는 데 사용하는 것이다. 산업 마케팅이라는 용어는 대체로 기업 대 기업 마케팅(B2B)이라는 용어로 대체되었다.

## 기원과 용도
역사적으로 마케팅 분야는 산업 마케팅과 소비재 마케팅을 구분했다. 산업 구매 결정에 대한 책임이 있는 사람을 아는 것이 중요하다는 것을 인식한 존 프레데릭(John Frederick)은 1934년에 다음과 같이 썼다.
모든 [산업] 마케팅의 주요 목적은 직위나 직함에 관계없이 실제로 구매 결정을 내리는 사람에게 연락하는 것이다.

1980년대에 기업은 산업 마케팅에서 비즈니스 마케팅으로 전환했지만 1989년에 대니얼 맥퀴스턴은 주요 마케팅 목표가 1934년과 "거의 동일"하다고 주장할 수 있었다.
10년 이내에 비즈니스 마케팅이라는 용어가 산업 마케팅을 대체했다. 1990년대 후반에는 B2B 마케팅이라는 용어가 널리 사용되었다.

## 주요 특징
B2B 판매 프로세스의 주요 특징은 다음과 같다.
- 마케팅은 본질적으로 일대일이다. 마케팅 관계를 개발할 사람을 발견하고 의사 결정에 영향을 미치는 중요한 요소를 파악하는 것은 중요한 역량이다.
- 구매 프로세스에는 매우 전문적이고 숙련된 사람들이 참여한다. 많은 경우 두세 명의 의사 결정권자가 구매 계획을 승인해야 한다.[2]
- 종종 구매 또는 판매 프로세스는 복잡하고 여러 단계(예: 제안 요청, 입찰 요청, 선정 프로세스, 입찰 수주, 계약 협상 및 최종 계약 서명)가 포함된다.
- 판매 활동에는 잠재 고객 발굴, 자격 심사, 구애, 진술, 입찰 준비, 전략 개발 및 계약 협상의 긴 프로세스가 포함된다.

## 같이 보기
- 비즈니스 마케팅
- B2G
- 마케팅